# برند اردمان
برند اردمان (انگلیسی: Bernd Erdmann؛ زادهٔ ۲۳ اکتبر ۱۹۴۲) بازیکن فوتبال اهل آلمان است.
از باشگاه‌هایی که در آن بازی کرده‌است می‌توان به باشگاه فوتبال بلاو-وایس ۹۰ برلین اشاره کرد.